# Rodriguez (Rizal)
Rodriguez (Bayan ng Rodriguez) är en kommun i Filippinerna. Kommunen ligger på ön Luzon, och tillhör provinsen Rizal. Folkmängden uppgår till 115 167 invånare.
Rodriguez är indelat i 11 barangayer.